# تیغه بینی
تیغه بینی (به انگلیسی: Nasal septum)، گذرگاه هوای سمت چپ و راست بینی را از هم جدا می‌کند و آن‌ها را تبدیل به دو حفره بینی می‌کند.
این تیغه در پشت استخوانی بوده ولی در قدام بینی ساختاری غضروفی دارد. استخوان خیش بخش پشتی زیرین، تیغه بینی را ایجاد می‌کند.

## نگارخانه

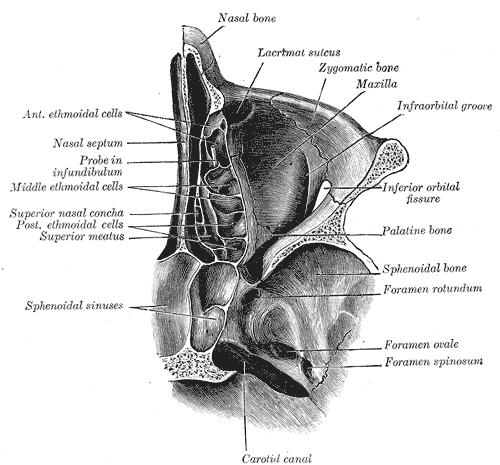
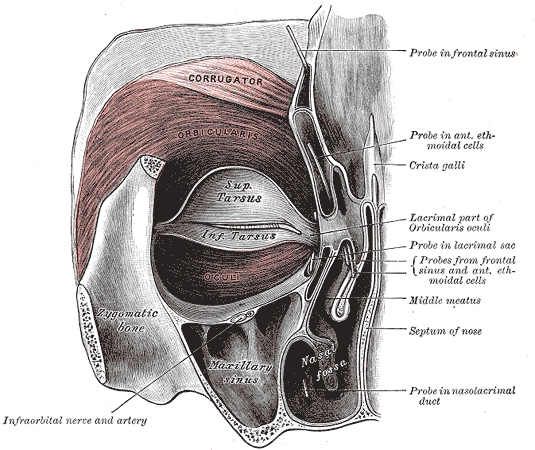
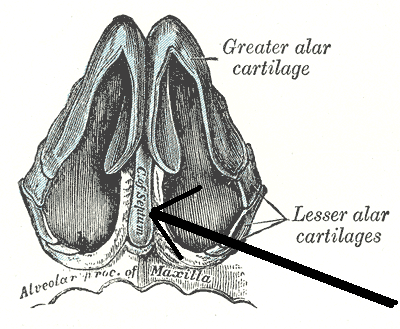
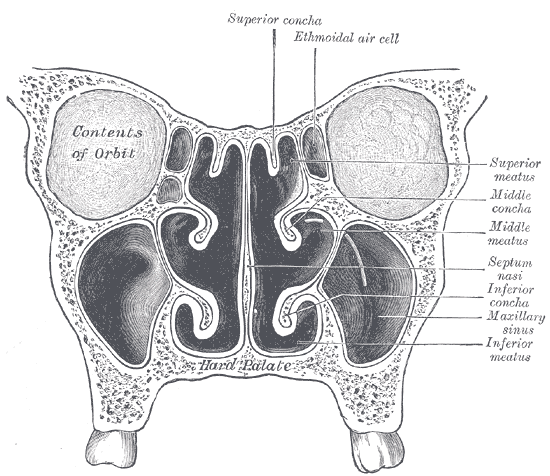
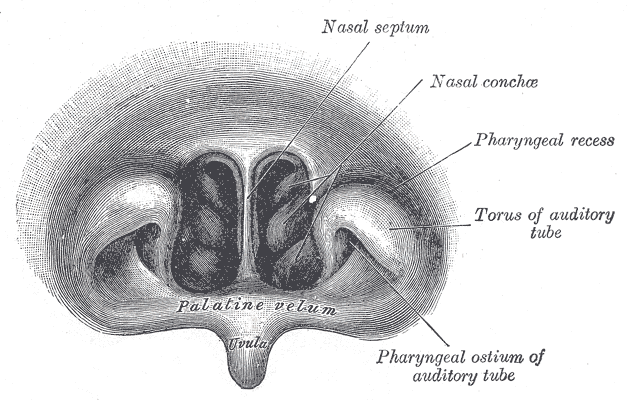
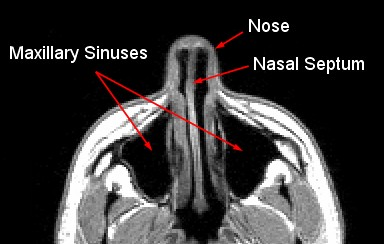
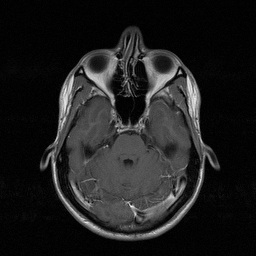